# Келсивил (Калифорнија)
Келсивил (енгл. Kelseyville) насељено је место без административног статуса у америчкој савезној држави Калифорнија.

## Демографија
По попису из 2010. године број становника је 3.353, што је 425 (14,5%) становника више него 2000. године.
| Група             | 2000.         | 2010.         |
| Белци             | 1.909 (65,2%) | 1.861 (55,5%) |
| Афроамериканци    | 4 (0,1%)      | 22 (0,7%)     |
| Азијати           | 26 (0,9%)     | 32 (1,0%)     |
| Хиспаноамериканци | 842 (28,8%)   | 1.337 (39,9%) |
| Укупно            | 2.928         | 3.353         |